# Thibaut Hamonou
Thibaut Hamonou (Francia, 10 de marzo de 2000) es un jugador profesional francés de rugby que se desempeña en la posición de segunda línea en Section Paloise, equipo perteneciente a la liga Top 14.

## Carrera
Hamonou es un jugador de formación francesa (JIFF). Comenzó su carrera deportiva con el equipo Cahors, en el cual jugó cuatro temporadas (2009-2013), después pasó a Union Sportive Montauban (2013-2016), luego a Stade Toulousain (2016-2021), posteriormente a Section Paloise, donde lleva jugando tres temporadas.